# Mikołaj (Timiadis)
Mikołaj, nazwisko świeckie Timiadis (ur. 2 października 1969 w Awgoru) – cypryjski biskup prawosławny.

## Życiorys
W 1987 ukończył liceum św. Jerzego w Larnace. Następnie do 1991 studiował na uniwersytecie w Atenach teologię prawosławną. Po uzyskaniu dyplomu kontynuował naukę na studiach podyplomowych. 
Od 1992 zamieszkiwał w klasztorze św. Mikołaja w Pafos, we wspólnocie kierowanej przez metropolitę Limassol Atanazego. W listopadzie 1993 razem z całą wspólnotą przeniósł się do monasteru Machaira i tam w 1994 złożył wieczyste śluby mnisze. W 1996 metropolita Trimithous Bazyli wyświęcił go na hierodiakona. W 1999 przyjął z rąk metropolity Limassol Atanazego święcenia kapłańskie. Od 1996 do 2003 zasiadał w radzie wspierającej przełożonego klasztoru Machaira w kierowaniu wspólnotą. 
W 2003 przeniósł się razem z czterema innymi mnichami do świeżo odrestaurowanego klasztoru w Mesa Potamos. 29 sierpnia tego samego roku otrzymał godność archimandryty i został mianowany przełożonym monasteru. 22 maja 2007, z rekomendacji metropolity Limassol Atanazego, został wybrany na biskupa Amathous i wyświęcony 10 czerwca tego samego roku. 